# Анас Хадж Мохамед
Анас Хадж Мохамед (фр. Anas Haj Mohamed, нар. 26 березня 2005, К'єті) — туніський футболіст, нападник італійської «Парми» і національної збірної Тунісу.

## Клубна кар'єра
Народився 26 березня 2005 року в місті К'єті. Вихованець юнацьких команд футбольних клубів «К'єво» та «Парма».
З 2023 року включений до заявки головної команди «Парми».

## Виступи за збірну
У вересні 2023 року дебютував в офіційних матчах у складі національної збірної Тунісу.
| Дата     | Місто | Господарі | Результат | Гості    | Турнір                                  | Голи | Примітки |
| -------- | ----- | --------- | --------- | -------- | --------------------------------------- | ---- | -------- |
| 7-9-2023 | Радес | Туніс     | 3 – 0     | Ботсвана | Відбір до Кубка африканських націй 2023 | -    | 83'      |
| Усього   |       | Матчів    | 1         |          | Голів                                   | 0    |          |